# پیتزای سیسیلی
پیتزای سیسیلی (به انگلیسی: Sicilian pizza) نوعی پیتزا است که خاستگاه روش تهیه آن شهر سیسیل در کشور ایتالیا است. این نوع پیتزا در اواسط قرن نوزدهم به یک غذای محبوب در غرب سیسیل تبدیل شد و تا دهه ۱۸۶۰ میلادی معمولاً در سیسیل مصرف می‌شد. پیتزای سیسیلی در نهایت با کمی تغییر شکل، با ضخامتی بیش‌تر و به شکل مستطیلی به آمریکای شمالی رسید.

## نگارخانه

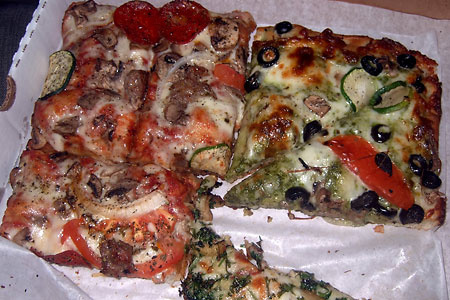
پیتزای سیسیلی
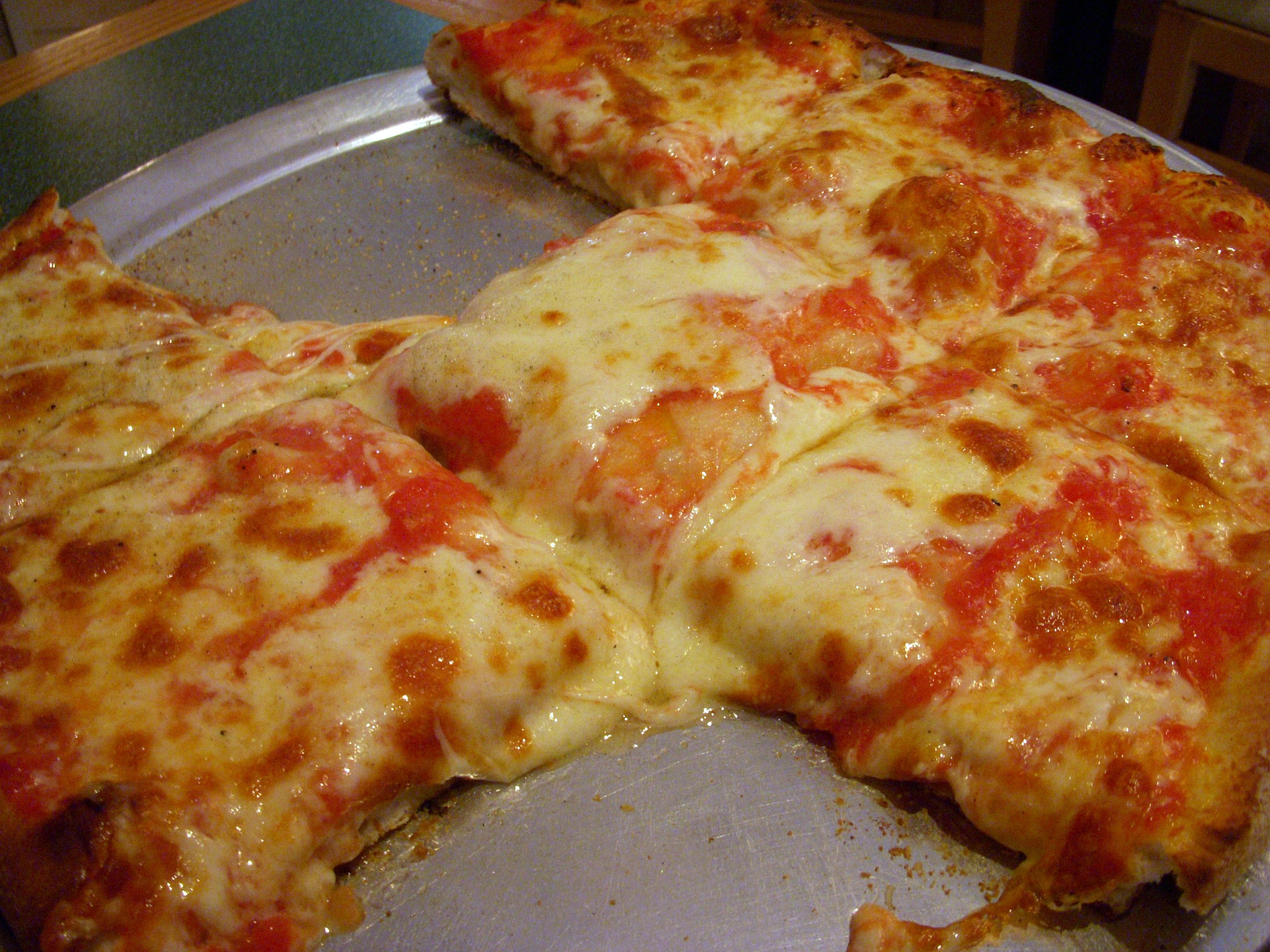
پیتزای سیسیلی در نیویورک
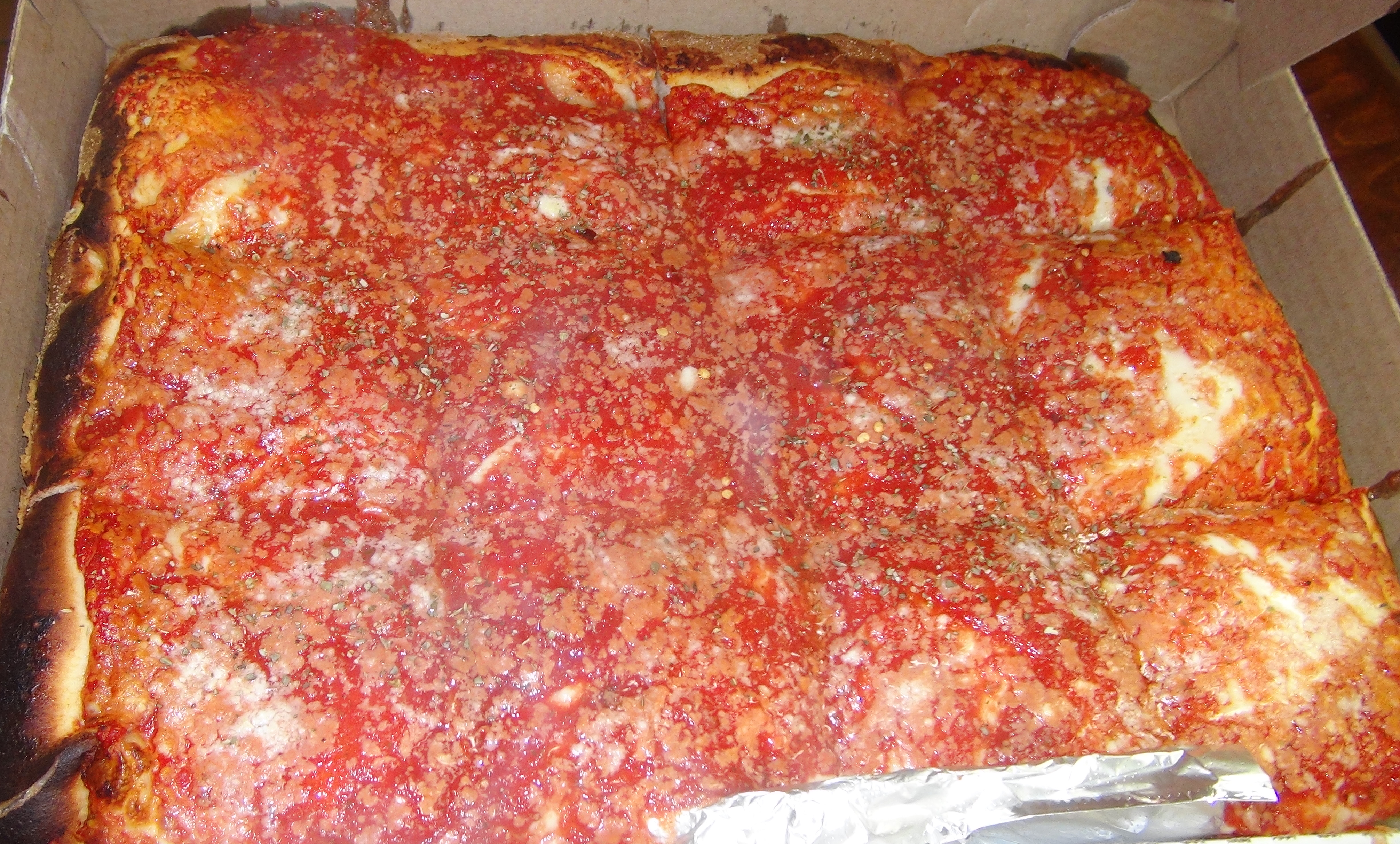
پیتزای سیسیلی در بروکلین